# Pardosa daqingshanica
Pardosa daqingshanica är en spindelart som beskrevs av Tang, Urita och Song 1994. Pardosa daqingshanica ingår i släktet Pardosa och familjen vargspindlar. Inga underarter finns listade i Catalogue of Life.